# Pjotr Iwanowitsch Sokolow

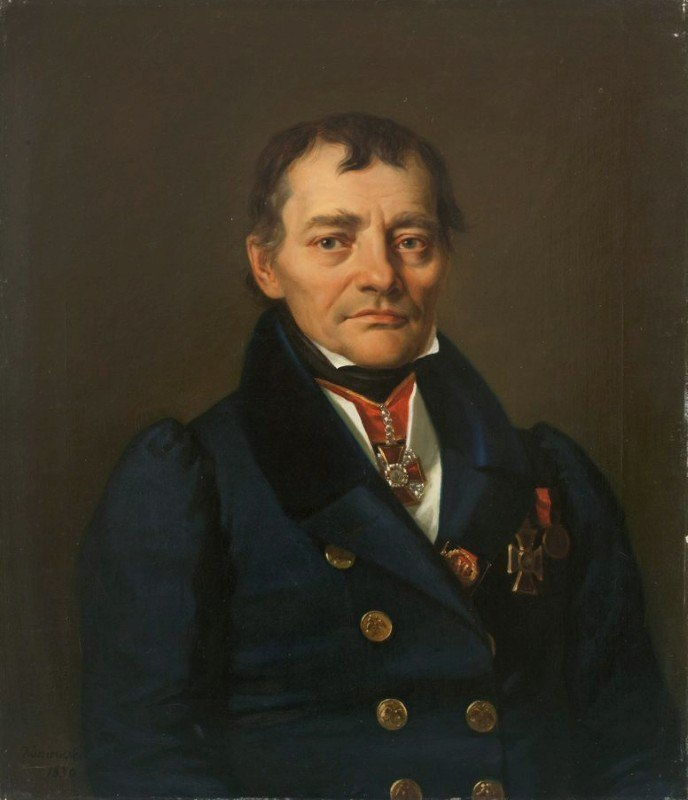
Pjotr Iwanowitsch Sokolow (1830)

Pjotr Iwanowitsch Sokolow (russisch Пётр Иванович Соколов; * 24. Junijul. / 5. Juli 1764greg. in Moskau; † 2. Januarjul. / 14. Januar 1835greg.) war ein russischer Philologe und Hochschullehrer.

## Leben
Sokolow studierte an der 1687 gegründeten Academia Slavo-Graeco-Latina. in Moskau. 1783 wurde er in das Gymnasium an der Universität Moskau aufgenommen, wo er 1784 Magister wurde. 1786 wurde er zum Lehrer der russischen Sprache am Gymnasium ernannt. Schon als Student gehörte er zur Verwaltung der Russischen Akademie und war an den Arbeiten der Akademie beteiligt. Er verfasste eine Einführung in die russische Grammatik und übersetzte antike Klassiker, so die Odyssee.
Sokolows Studienkollege und langjähriger Mitarbeiter war Dmitri Michailowitsch Sokolow (1786–1819). Beide Sokolows wurden 1792 Akademie-Kandidaten und 1793 Mitglieder der Akademie. Im gleichen Jahr erhielten sie je eine Goldmedaille für ihre Arbeiten für die Erstellung des Akademie-Wörterbuchs. 1802 verfassten sie eine russische Grammatik unter Beobachtung des Metropoliten Gawriil und Beteiligung des Erzpriesters Krassowski. 1802 wurde Pjotr Sokolow Sekretär der Akademie und blieb es bis zu seinem Tode. Daneben war er der Redakteur der Sankt-Peterburgskije Wedomosti, Mitglied der Hauptverwaltung der Schulen und des Studienkomitees, Redakteur des Journals des Departements für Volksbildung und Leiter der Akademiedruckerei. Als Bibliothekar der 1. Abteilung der Akademie katalogisierte er die Bücher und Handschriften. 1835 erhielt er den Demidow-Preis.
Von 1800 bis 1825 arbeitete Sokolow als Lehrer für russische Grammatik, Logik und Rhetorik an der Schule für Schiffsarchitektur in St. Petersburg, die später das Marineingenieurinstitut wurde.